# Ramseh-ye Do
Ramseh-ye Do (persiska: رمسه دو, Ţarrāḩ-e Mollā ‘Abūdī-ye Do) är en ort i Iran.   Den ligger i provinsen Khuzestan, i den västra delen av landet, 600 km sydväst om huvudstaden Teheran. Ramseh-ye Do ligger 17 meter över havet och antalet invånare är 273.
Terrängen runt Ramseh-ye Do är mycket platt.Runt Ramseh-ye Do är det ganska tätbefolkat, med 144 invånare per kvadratkilometer. Närmaste större samhälle är Ḩamīdīyeh, 12,2 km norr om Ramseh-ye Do. Trakten runt Ramseh-ye Do består till största delen av jordbruksmark.